# فتوحات مکیه
فتوحات مکیّه یا گشایش‌های مکّی با نام کامل الفتوحات المکیة فی معرفة اسرار المالکیة والملکیة اثر سترگ ابن عربی (۵۶۰ تا ۶۳۸ ه. ق) است. کتاب مزبور، مجموعه‌ای از مکاشفات و فتوحاتی است که در شهر مکّه، در حین طواف کعبه به نویسنده اثر، دست داده است. تألیف این کتاب در طی دو مرحله به انجام رسیده است: مرحله اول، در ۵۹۹ ه. ق در مکه آغاز و در ۶۲۹ ه. ق در دمشق به اتمام می‌رسد؛ مرحله دوم در فاصله سال‌های ۶۳۲ تا ۶۳۴ ه. ق به پایان می‌رسد. مجموعاً کتاب فتوحات، حاوی ۵۶۰ باب است که در طی ۶۰ فصل تبویب شده‌است. پس از اتمام نهایی کتاب در مرحله دوم، ابن عربی، تعلیم آن را به مریدان خود آغاز نمود. عثمان یحیی به صدها نمونه از مسموعات مریدان او از این کتاب، در فاصله سال‌های ۶۳۳ تا ۶۳۸ ه. ق اشاره نموده است.
فتوحات، دائرةالمعارفی از ماوراءالطبیعه، الهیات، کیهان‌شناسی، انسان‌شناسی روحانی، روانشناسی و فقه می‌باشد و مباحث آن مشتمل است بر: معانی درونی شعائر اسلامی، منازل سالکین در سیرالی‌الله و فی‌الله، طبیعت سلسله‌مراتبی کیهانی، مفهوم روحانی و هستی‌شناسانه حروف الفبای عربی، و علومی که نود و نُه اسم خداوند (اسماءالله) متضمن آنهاست و نیز اهمیّت رسالات مختلف انبیاء.
کتاب حجیم ابن‌عربی، فتوحات مکیّه، متنی را فراهم آورده است که به لحاظ کمّی، بیشتر از کتب غالب نویسندگان پرباری است که در طول زندگانی خویش نوشته‌اند.

## شیوه تألیف
ابن عربی مدعی است که فتوحات را عیناً از عالم بالا دریافت داشته‌است و همه آنچه را که نوشته به فرمان الهی و املای خداوند بوده‌است. او خود در فتوحات مکیه چنین می‌نویسد:
"تالیفات ما اعم از این کتاب و سایر کتاب هایمان از شیوه تالیفات متعارف تبعیت نمی‌کند و خود نیز مانند آن مولفان نیستیم. زیرا هر مولفی تحت اختیار خودش است... هر چه را بخواهد القا می‌کند و هر چه را بخواهد بیان نمی‌دارد... ما در تالیفاتمان چنین نیستیم...(در ابتدا) قلبم بر باب حضرت الهی، معتکف و مراقب گشایش (فتح) آن در است. (در این حالت) قلبم فقیر و خالی از علم است... هنگامی که از ورای آن پرده امری بر قلبم ظهور می‌کند به امتثال آن مبادرت ورزیده مطابق حدی که مقرر شده به تالیف آن می‌پردازم."
از ابن عربی نقل است که چون او این کتاب را بدون مراجعه به هیچ کتاب دیگری تألیف کرد، آن را به مدت یک سال بر بام کعبه گذاشت و پس از یک سال هیچ برگی از آن تر نشده بود و باد هیچ صفحه‌ای را پراکنده نکرده بود. آنگاه اجازهٔ استنساخ به دیگران داد.

## تحقیقات اخیر
ترجمۀ فارسی کامل کتاب فتوحات مکیه در سال ۱۳۸۷ و به قلم محمد خواجوی به پایان رسید و در انتشارات مولیٰ تهران منتشر شد.
در سال‌های اخیر، نگاه محقّقین متوجه فتوحاتْ شده‌است که در چاپ جدیدش به ۱۵۰۰۰ صفحه بالغ می‌گردد؛ با این وجود تا سال ۲۰۰۸م کمتر از ده درصد آن به زبان‌های غربی ترجمه شده‌است و همین‌قدر هم به اندازه‌ای بسنده، شرح و تفسیر نشده‌است. تاکنون فقط معدودی از متخصّصین مدعی شده‌اند که تمامی فتوحات را خوانده‌اند. تحلیل و توضیح یک صفحه از فتوحات، چند صفحه متن عربی را طلب می‌کند و اگر ترجمه چنین متنی به زبان‌های غربی منظور باشد؛ این وظیفه بسیار بغرنج‌تر می‌گردد. از جمله تحقیقات اخیر می‌توان به مقاله ویلیام چیتیک با عنوان «دو فصل از فتوحات مکیه» (۱۹۹۸) و نیز مقاله‌ای از جیمز وینستون موریس با نام «درآمدی بر فتوحات مکیه» (۱۹۹۸) به زبان انگلیسی اشاره نمود.

## نسخه شناسی

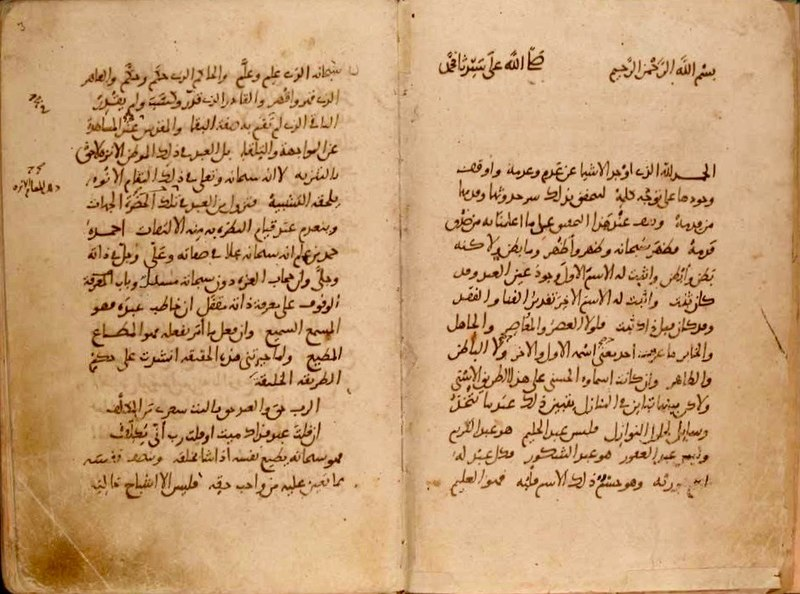
صفحه اول نسخه خطی کتاب فتوحات مکیه

فتوحات مکیه ابتدا در ۱۹۱۱م در قاهره به طبع رسیده و به عقیده ویلیام چیتیک از استانداردهای بالای کتاب‌هایی که در شرق به چاپ رسیده، برخوردار است و انتشارات "دار صادر" بیروت در لبنان، مجدداً آن را بدون ذکر تاریخِ طبع، در حدود ۱۹۷۰ تجدید چاپ نموده است. به‌علاوه، چاپ دیگری از "فتوحات" به اهتمام عثمان یحیی با "بسطی اعجاب‌انگیز" و "هدیه‌ای بزرگ برای دانشمندان" به انجام رسیده است که متأسفانه فقط ۱۰ جلد از ۳۷ مجلد پیش‌بینی شده آن بیرون آمده است. و انتشار مابقی مجلدات به فتوای علمای عربستان و مصر، متوقف و در بوته تعویق مانده‌است. دامنه مخالفت با آثار ابن عربی و از جمله فتوحات مکیه تا قرن بیستم نیز امتداد یافت. چنانچه، مجلس عوام مصر، دستور داد تا "فتوحات مکیه" را از کتاب‌فروشی‌ها جمع‌آوری کنند. گرچه این حکم در مراحل بعدی مُلغی گشت. نسخه‌ای که عثمان یحیی برای تصحیح در اختیار داشته، همان نسخه اصلی است که ابن‌عربی به خط خود نوشته است امروزه صدها نسخه خطی از فتوحات مکیه در کتابخانه‌های مختلف جهان موجود است که مهم‌ترین آن‌ها نسخه‌ای است به خط مؤلف که در کتابخانه قونیه نگهداری می‌شود. محمد خواجوی در سال ۱۳۹۵ بر اساس این نسخه  کتاب فتوحات را به صورت کامل تصحیح کرد و کار ناتمام عثمان یحیی را به پایان رساند. این اثر در ۱۷ جلد در تهران (انتشارات مولی) به چاپ رسیده است. وی پیشتر ترجمه کامل این کتاب به فارسی را نیز منتشر کرده بود.